# Leporinus reinhardti
Leporinus reinhardti är en fiskart som beskrevs av Lütken, 1875. Leporinus reinhardti ingår i släktet Leporinus och familjen Anostomidae. Inga underarter finns listade i Catalogue of Life.